# Steve Round
Steve Round (født 9. november 1970) er en engelsk tidligere fodboldspiller og nuværende assistent manager for Manchester United. Han er født i byen Burton upon Trent. 
I sine fem år i Derby County fik han kun 9 kampe, hvorefter han skiftede til Nuneaton Borough. Round spillede et år der, inden han stoppede karrieren, til fordel for en managerkarriere.